# Mistrzostwa Świata Juniorów w Hokeju na Lodzie 2024 (III Dywizja)
Mistrzostwa Świata Juniorów w Hokeju na Lodzie III dywizji 2024 odbyły się w dwóch państwach: w Bułgarii (Sofia) oraz w Bośni i Hercegowinie (Sarajewo). Zawody grupy A rozgrywane były w dniach 22–28 stycznia 2024 roku, a grupy B 25–30 stycznia 2024 roku.
W mistrzostwach drugiej dywizji uczestniczyło 9 zespołów, które zostały podzielone na jedną grupę 6 zespołową i jedną 3 zespołową. Rozgrywały one mecze systemem każdy z każdym. Pierwsza drużyna turnieju grupy A awansowała do mistrzostw świata dywizji IIB, ostatni zespół grupy A zagrał w grupie B, zastępując zwycięzcę turnieju grupy B.
Hale, w których odbyły się zawody to:
- Zimowy Pałac Sportu (Sofia)
- Skenderija Sports Arena (Sarajewo)

## Grupa A
Wyniki
| 22 stycznia 2024 | Kirgistan | 3:4 | Turcja | Zimowy Pałac Sportu, Sofia |

| Szczegóły      | Szczegóły                                                         | Szczegóły       | Szczegóły                                                                            | Szczegóły                                                                                      |
| -------------- | ----------------------------------------------------------------- | --------------- | ------------------------------------------------------------------------------------ | ---------------------------------------------------------------------------------------------- |
| Godzina: 13:00 | A. Sapitow (EQ) 21:45 K. Kim (EQ) 22:22 B. Maksatbekow (PP) 27:59 | (0:1, 3:1, 0:2) | 09:59 (EQ) H. Yavuz 25:42 (EQ) O. Meydanci 51:13 (EQ) E. Odabaş 58:00 (EQ) E. Odabaş | Widzów: 50 Sędzia główny: Jevgenijs Griskevics Sędziowie liniowi: Martin Bojadjiew David Vaczi |
| Godzina: 13:00 | 8 min. kar                                                        |                 | 10 min. kar                                                                          | Widzów: 50 Sędzia główny: Jevgenijs Griskevics Sędziowie liniowi: Martin Bojadjiew David Vaczi |

| 22 stycznia 2024 | Izrael | 8:6 | Nowa Zelandia | Zimowy Pałac Sportu, Sofia |

| Szczegóły      | Szczegóły | Szczegóły       | Szczegóły | Szczegóły                                                                             |
| -------------- | --- | --------------- | --- | ------------------------------------------------------------------------------------- |
| Godzina: 16:30 | Y. Sharon (EQ) 01:55 O. Segal (EQ) 27:55 N. Zitserman (EQ) 32:55 A. Rigler (EQ) 33:43 M. Levin (EQ) 34:34 M. Levin (SH) 39:30 I. Kerner (EQ) 46:26 N. Zitserman (EQ) 51:52 | (1:2, 5:1, 2:3) | 07:59 (EQ) J. Carey 13:39 (EQ) L. Taillon 29:24 (EQ) L. Taillon 42:10 (EQ) C. Chamberlin 42:58 (EQ) J. Carey 55:50 (EQ) J. Carey | Widzów: 30 Sędzia główny: Shen Yen-Chin Sędziowie liniowi: Tomas Knizka Haydan Rogers |
| Godzina: 16:30 | 8 min. kar |                 | 6 min. kar | Widzów: 30 Sędzia główny: Shen Yen-Chin Sędziowie liniowi: Tomas Knizka Haydan Rogers |

| 22 stycznia 2024 | Bułgaria | 3:2 | Meksyk | Zimowy Pałac Sportu, Sofia |

| Szczegóły      | Szczegóły                                                               | Szczegóły       | Szczegóły                                   | Szczegóły                                                                                        |
| -------------- | ----------------------------------------------------------------------- | --------------- | ------------------------------------------- | ------------------------------------------------------------------------------------------------ |
| Godzina: 20:00 | A. Kożuharow (EQ) 37:12 A. Kożuharow (PS) 52:23 A. Kożuharow (EQ) 57:59 | (0:1, 1:0, 2:1) | 03:10 (EQ) A. Valencia 56:11 (EQ) B. Mendez | Widzów: 210 Sędzia główny: Elvijs Trankalis Sędziowie liniowi: Tyler Haslemore Mathias Naperotti |
| Godzina: 20:00 | 16 min. kar                                                             |                 | 16 min. kar                                 | Widzów: 210 Sędzia główny: Elvijs Trankalis Sędziowie liniowi: Tyler Haslemore Mathias Naperotti |

| 23 stycznia 2024 | Nowa Zelandia | 12:1 | Kirgistan | Zimowy Pałac Sportu, Sofia |

| Szczegóły      | Szczegóły | Szczegóły       | Szczegóły                | Szczegóły                                                                                |
| -------------- | --- | --------------- | ------------------------ | ---------------------------------------------------------------------------------------- |
| Godzina: 13:00 | J. Carey (EQ) 04:05 A. Serikov (EQ) 06:25 J. Carey (EQ) 10:57 J. Fontaine (PP/EA) 13:50 I. Dalmatau (PP) 15:18 L. Taillon (EQ) 17:38 I. Dalmatau (PP) 19:07 I. Dalmatau (EQ) 32:57 J. Fontaine (EQ) 38:11 I. Dalmatau (PP) 44:17 J. Fontaine (EQ) 51:54 M. Simpson (PP) 57:32 | (7:0, 2:0, 3:1) | 41:54 (PP) J. Łeszczenko | Widzów: 30 Sędzia główny: Feng Lei Sędziowie liniowi: Martin Bojadjiew Mathias Naperotti |
| Godzina: 13:00 | 10 min. kar |                 | 45 min. kar              | Widzów: 30 Sędzia główny: Feng Lei Sędziowie liniowi: Martin Bojadjiew Mathias Naperotti |

| 23 stycznia 2024 | Meksyk | 3:4 | Turcja | Zimowy Pałac Sportu, Sofia |

| Szczegóły      | Szczegóły                                                               | Szczegóły       | Szczegóły                                                                        | Szczegóły                                                                             |
| -------------- | ----------------------------------------------------------------------- | --------------- | -------------------------------------------------------------------------------- | ------------------------------------------------------------------------------------- |
| Godzina: 16:30 | A. Valencia (EQ) 15:25 A. Quinzanos (EQ) 31:10 I. Soto Borja (EQ) 46:34 | (1:2, 1:1, 1:1) | 14:03 (EQ) E. Odabaş 14:14 (EQ) E. Demir 38:02 (EQ) A. Kanat 51:14 (PP) Z. Şerik | Widzów: 40 Sędzia główny: Shen Yen-Chin Sędziowie liniowi: Mario Atanasow David Vaczi |
| Godzina: 16:30 | 6 min. kar                                                              |                 | 6 min. kar                                                                       | Widzów: 40 Sędzia główny: Shen Yen-Chin Sędziowie liniowi: Mario Atanasow David Vaczi |

| 23 stycznia 2024 | Izrael | 7:3 | Bułgaria | Zimowy Pałac Sportu, Sofia |

| Szczegóły      | Szczegóły | Szczegóły       | Szczegóły                                                              | Szczegóły                                                                                       |
| -------------- | --- | --------------- | ---------------------------------------------------------------------- | ----------------------------------------------------------------------------------------------- |
| Godzina: 20:00 | A. Rigler (PP) 09:01 M. Levin (EQ) 24:35 M. Levin (EQ) 25:22 N. Zitserman (EA) 33:22 O. Segal (EQ) 46:52 Y. Raskin (EQ) 47:53 M. Levin (PP) 58:37 | (1:0, 3:3, 3:0) | 23:53 (EQ) A. Stanimirow 34:43 (EQ) S. Pirocki 36:48 (EQ) A. Kożuharow | Widzów: 265 Sędzia główny: Jevgenijs Griskevics Sędziowie liniowi: Tyler Haslemore Tomas Knizka |
| Godzina: 20:00 | 12 min. kar |                 | 12 min. kar                                                            | Widzów: 265 Sędzia główny: Jevgenijs Griskevics Sędziowie liniowi: Tyler Haslemore Tomas Knizka |

| 25 stycznia 2024 | Meksyk | 3:5 | Nowa Zelandia | Zimowy Pałac Sportu, Sofia |

| Szczegóły      | Szczegóły                                                          | Szczegóły       | Szczegóły | Szczegóły                                                                                      |
| -------------- | ------------------------------------------------------------------ | --------------- | --- | ---------------------------------------------------------------------------------------------- |
| Godzina: 13:00 | F. Javier (EQ) 25:33 A. Quinzanos (EQ) 41:35 F. Briseño (PP) 56:05 | (0:3, 1:2, 2:0) | 09:44 (EA) J. Fontaine 15:58 (EQ) I. Audas 17:05 (EQ) I. Dalmatau 33:49 (PP) I. Dalmatau 35:29 (EA) L. Quigley | Widzów: 35 Sędzia główny: Elvijs Trankalis Sędziowie liniowi: Mario Atanasow Mathias Naperotti |
| Godzina: 13:00 | 6 min. kar                                                         |                 | 6 min. kar | Widzów: 35 Sędzia główny: Elvijs Trankalis Sędziowie liniowi: Mario Atanasow Mathias Naperotti |

| 25 stycznia 2024 | Izrael | 16:1 | Kirgistan | Zimowy Pałac Sportu, Sofia |

| Szczegóły      | Szczegóły | Szczegóły       | Szczegóły                 | Szczegóły                                                                                 |
| -------------- | --- | --------------- | ------------------------- | ----------------------------------------------------------------------------------------- |
| Godzina: 16:30 | Y. Raskin (EQ) 01:16 M. Levin (EQ) 01:51 I. Kerner (EQ) 10:55 G. Aharonovich (EQ) 12:58 M. Levin (PP) 18:28 Y. Turner (EQ) 21:45 M. Levin (EQ) 26:28 I. Bondar (EQ) 28:58 N. Zitserman (PP) 30:03 I. Kerner (EQ) 34:04 N. Zitserman (EA) 34:29 O. Segal (EQ) 36:02 S. Voshilo (EQ) 39:10 A. Rigler (EQ) 47:58 I. Bondar (PP) 51:00 A. Ben Tov (PP) 51:57 | (5:1, 8:0, 3:0) | 07:52 (PP) B. Maksatbekow | Widzów: 45 Sędzia główny: Shen Yen-Chin Sędziowie liniowi: Martin Bojadjiew Haydan Rogers |
| Godzina: 16:30 | 4 min. kar |                 | 10 min. kar               | Widzów: 45 Sędzia główny: Shen Yen-Chin Sędziowie liniowi: Martin Bojadjiew Haydan Rogers |

| 25 stycznia 2024 | Bułgaria | 5:4 | Turcja | Zimowy Pałac Sportu, Sofia |

| Szczegóły      | Szczegóły | Szczegóły       | Szczegóły                                                                          | Szczegóły                                                                           |
| -------------- | --- | --------------- | ---------------------------------------------------------------------------------- | ----------------------------------------------------------------------------------- |
| Godzina: 20:00 | A. Todorow (EQ) 04:53 W. Wałczew (PP) 11:36 S. Pirocki (EQ) 37:09 A. Todorow (PP) 39:59 A. Stanimirow (EQ) 56:22 | (2:0, 2:2, 1:2) | 23:30 (EQ) Z. Şerik 30:54 (EQ) Z. Şerik 51:42 (PP) M. Karadağ 53:45 (EQ) E. Odabaş | Widzów: 280 Sędzia główny: Feng Lei Sędziowie liniowi: Tyler Haslemore Tomas Knizka |
| Godzina: 20:00 | 14 min. kar |                 | 14 min. kar                                                                        | Widzów: 280 Sędzia główny: Feng Lei Sędziowie liniowi: Tyler Haslemore Tomas Knizka |

| 27 stycznia 2024 | Turcja | 1:4 | Izrael | Zimowy Pałac Sportu, Sofia |

| Szczegóły      | Szczegóły             | Szczegóły       | Szczegóły                                                                                 | Szczegóły                                                                                            |
| -------------- | --------------------- | --------------- | ----------------------------------------------------------------------------------------- | --- |
| Godzina: 13:00 | M. Karaman (EQ) 03:58 | (1:2, 0:0, 0:2) | 13:07 (EQ) N. Zitserman 18:55 (PP) Y. Raskin 54:03 (PP) N. Zitserman 55:48 (EQ) I. Kerner | Widzów: 75 Sędzia główny: Jevgenijs Griskevics Sędziowie liniowi: Martin Bojadjiew Mathias Naperotti |
| Godzina: 13:00 | 8 min. kar            |                 | 8 min. kar                                                                                | Widzów: 75 Sędzia główny: Jevgenijs Griskevics Sędziowie liniowi: Martin Bojadjiew Mathias Naperotti |

| 27 stycznia 2024 | Nowa Zelandia | 4:3 pd. | Bułgaria | Zimowy Pałac Sportu, Sofia |

| Szczegóły      | Szczegóły                                                                                    | Szczegóły            | Szczegóły                                                         | Szczegóły                                                                                |
| -------------- | -------------------------------------------------------------------------------------------- | -------------------- | ----------------------------------------------------------------- | ---------------------------------------------------------------------------------------- |
| Godzina: 16:30 | L. Taillon (PP) 03:43 J. Fontaine (EQ) 14:59 J. Fontaine (PP) 38:29 C. Chamberlin (EQ) 61:21 | (2:0, 1:1, 0:2, 1:0) | 26:58 (PP2) B. Dikow 44:21 (EQ) S. Pirocki 51:18 (EQ) K. Pandyłow | Widzów: 290 Sędzia główny: Elvijs Trankalis Sędziowie liniowi: Haydan Rogers David Vaczi |
| Godzina: 16:30 | 10 min. kar                                                                                  |                      | 4 min. kar                                                        | Widzów: 290 Sędzia główny: Elvijs Trankalis Sędziowie liniowi: Haydan Rogers David Vaczi |

| 27 stycznia 2024 | Kirgistan | 2:6 | Meksyk | Zimowy Pałac Sportu, Sofia |

| Szczegóły      | Szczegóły                                   | Szczegóły       | Szczegóły | Szczegóły                                                                         |
| -------------- | ------------------------------------------- | --------------- | --- | --------------------------------------------------------------------------------- |
| Godzina: 20:00 | B. Maksatbekow (EQ) 02:24 K. Kim (SH) 58:52 | (1:2, 0:2, 1:2) | 02:45 (EQ) F. Briseño 11:10 (EQ) F. Javier 31:05 (EQ) A. Valencia 31:15 (EQ) A. Quinzanos 47:45 (EQ) L. Valencia 56:22 (PP2) A. Quinzanos | Widzów: 35 Sędzia główny: Feng Lei Sędziowie liniowi: Mario Atanasow Tomas Knizka |
| Godzina: 20:00 | 12 min. kar                                 |                 | 6 min. kar | Widzów: 35 Sędzia główny: Feng Lei Sędziowie liniowi: Mario Atanasow Tomas Knizka |

| 28 stycznia 2024 | Turcja | 2:4 | Nowa Zelandia | Zimowy Pałac Sportu, Sofia |

| Szczegóły      | Szczegóły                                  | Szczegóły       | Szczegóły                                                                                  | Szczegóły                                                                                  |
| -------------- | ------------------------------------------ | --------------- | ------------------------------------------------------------------------------------------ | ------------------------------------------------------------------------------------------ |
| Godzina: 13:00 | E. Odabaş (PP) 31:57 E. Öztorun (EQ) 45:08 | (0:1, 1:0, 1:3) | 18:43 (EQ) I. Dalmatau 41:14 (EQ) L. Taillon 58:54 (EQ) J. Fontaine 59:50 (EQ) J. Fontaine | Widzów: 38 Sędzia główny: Elvijs Trankalis Sędziowie liniowi: Martin Bojadjiew David Vaczi |
| Godzina: 13:00 | 4 min. kar                                 |                 | 6 min. kar                                                                                 | Widzów: 38 Sędzia główny: Elvijs Trankalis Sędziowie liniowi: Martin Bojadjiew David Vaczi |

| 28 stycznia 2024 | Meksyk | 3:6 | Izrael | Zimowy Pałac Sportu, Sofia |

| Szczegóły      | Szczegóły                                                          | Szczegóły       | Szczegóły | Szczegóły                                                                                   |
| -------------- | ------------------------------------------------------------------ | --------------- | --- | ------------------------------------------------------------------------------------------- |
| Godzina: 16:30 | A. Valencia (EQ) 21:33 L. Valencia (SH) 29:18 F. Javier (EQ) 54:55 | (0:2, 2:1, 1:3) | 01:28 (EQ) M. Levin 13:41 (EQ) O. Moss Rendell 33:59 (EQ) Y. Raskin 56:07 (EQ) G. Aharonovich 57:33 (EQ) G. Aharonovich 59:54 (EQ) I. Bondar | Widzów: 52 Sędzia główny: Shen Yen-Chin Sędziowie liniowi: Mario Atanasow Mathias Naperotti |
| Godzina: 16:30 | 6 min. kar                                                         |                 | 6 min. kar | Widzów: 52 Sędzia główny: Shen Yen-Chin Sędziowie liniowi: Mario Atanasow Mathias Naperotti |

| 28 stycznia 2024 | Bułgaria | 8:2 | Kirgistan | Zimowy Pałac Sportu, Sofia |

| Szczegóły      | Szczegóły | Szczegóły       | Szczegóły                                   | Szczegóły                                                                            |
| -------------- | --- | --------------- | ------------------------------------------- | ------------------------------------------------------------------------------------ |
| Godzina: 20:00 | A. Todorow (EQ) 04:28 K. Pandyłow (EQ) 04:38 A. Kożuharow (EQ) 10:08 D. Pejczew (EQ) 11:25 D. Pejczew (EQ) 41:58 B. Tczeczankow (EQ) 43:52 A. Stanimirow (EQ) 45:14 A. Stanimirow (PP) 46:46 | (4:0, 0:2, 4:0) | 24:57 (EQ) S. Ismanow 31:42 (PP) S. Ismanow | Widzów: 300 Sędzia główny: Feng Lei Sędziowie liniowi: Tyler Haslemore Haydan Rogers |
| Godzina: 20:00 | 10 min. kar |                 | 10 min. kar                                 | Widzów: 300 Sędzia główny: Feng Lei Sędziowie liniowi: Tyler Haslemore Haydan Rogers |

Tabela
| Lp. | Zespół        | M | Pkt | Z | Zd | Pd | P | G+ | G- | +/− |
| --- | ------------- | - | --- | - | -- | -- | - | -- | -- | --- |
| 1   | Izrael        | 5 | 15  | 5 | 0  | 0  | 0 | 41 | 14 | +27 |
| 2   | Nowa Zelandia | 5 | 11  | 3 | 1  | 0  | 1 | 31 | 17 | +14 |
| 3   | Bułgaria      | 5 | 10  | 3 | 0  | 1  | 1 | 22 | 19 | +3  |
| 4   | Turcja        | 5 | 6   | 2 | 0  | 0  | 3 | 15 | 19 | -4  |
| 5   | Meksyk        | 5 | 3   | 1 | 0  | 0  | 4 | 17 | 20 | -3  |
| 6   | Kirgistan     | 5 | 0   | 0 | 0  | 0  | 5 | 9  | 46 | -37 |

    = awans do Dywizji IIB     = utrzymanie w Dywizji IIIA     = spadek do Dywizji IIIB
Statystyki indywidualne
- Klasyfikacja strzelców:  Mike Levin: 9 goli[1]
- Klasyfikacja asystentów:  Yann Raskin: 9 asyst[2]
- Klasyfikacja kanadyjska:  Mike Levin: 17 punktów[3]
- Klasyfikacja kanadyjska obrońców:  Ian Audas: 6 punktów[4]
- Klasyfikacja +/−:  Nikita Zitserman: +13[5]
- Klasyfikacja skuteczności interwencji bramkarzy:  Andrea Karabadjakow: 90,91%[6]
- Klasyfikacja średniej goli straconych na mecz bramkarzy:  Alon Shpinel: 2,67[6]
- Klasyfikacja minut kar:  Bełek Maksatbekow: 39 minut[7]

Nagrody indywidualne
Dyrektoriat turnieju wybrał trójkę najlepszych zawodników na każdej pozycji:
- Bramkarz:  Andrea Karabadjakow
- Obrońca:  Luke Simon
- Napastnik:  Mike Levin

## Grupa B
Wyniki
| 25 stycznia 2024 | Bośnia i Hercegowina | 7:6 pd. | Luksemburg | Skenderija Sports Arena, Sarajewo |

| Szczegóły      | Szczegóły | Szczegóły            | Szczegóły | Szczegóły                                                                        |
| -------------- | --- | -------------------- | --- | -------------------------------------------------------------------------------- |
| Godzina: 18:00 | V. Vučinić (EQ) 09:24 R. Pleho (EQ) 25:09 T. Mrkva (EQ) 33:36 N. Gaković (EQ) 40:49 R. Pleho (EA) 52:51 B. Sinanbegović (PP/EA) 59:53 R. Pleho (EQ) 63:35 | (1:3, 2:1, 3:2, 1:0) | 04:55 (PP) A. York 07:16 (PP) C. Springer 19:46 (EQ) C. Springer 35:17 (PP) K. Potucek 42:31 (SH) K. Potucek 53:51 (EQ) K. Potucek | Widzów: 300 Sędzia główny: Murat Aygun Sędziowie liniowi: Alkan Kilinç Edmond Ng |
| Godzina: 18:00 | 22 min. kar |                      | 14 min. kar | Widzów: 300 Sędzia główny: Murat Aygun Sędziowie liniowi: Alkan Kilinç Edmond Ng |

| 26 stycznia 2024 | Bośnia i Hercegowina | 9:2 | Południowa Afryka | Skenderija Sports Arena, Sarajewo |

| Szczegóły      | Szczegóły | Szczegóły       | Szczegóły                                     | Szczegóły                                                                                       |
| -------------- | --- | --------------- | --------------------------------------------- | ----------------------------------------------------------------------------------------------- |
| Godzina: 18:00 | N. Gaković (PP) 02:41 R. Vulović (EQ) 03:40 V. Vučinić (SH) 05:05 T. Mrkva (EQ) 12:51 B. Sinanbegović (EQ) 21:11 V. Vučinić (SH) 33:20 T. Mrkva (EQ) 36:16 A. Smajlović (EQ) 41:35 T. Mrkva (EQ) 54:38 | (4:1, 3:0, 2:1) | 11:12 (PP) I. Albertyn 54:02 (EQ) L. Mlangeni | Widzów: 300 Sędzia główny: Yahya Al-Jneibi Sędziowie liniowi: Marius Hermansen Oswold Edmond Ng |
| Godzina: 18:00 | 16 min. kar |                 | 8 min. kar                                    | Widzów: 300 Sędzia główny: Yahya Al-Jneibi Sędziowie liniowi: Marius Hermansen Oswold Edmond Ng |

| 27 stycznia 2024 | Południowa Afryka | 0:12 | Luksemburg | Skenderija Sports Arena, Sarajewo |

| Szczegóły      | Szczegóły  | Szczegóły       | Szczegóły | Szczegóły                                                                                 |
| -------------- | ---------- | --------------- | --- | ----------------------------------------------------------------------------------------- |
| Godzina: 18:00 |            | (0:4, 0:3, 0:5) | 01:26 (PP) C. Springer 09:40 (EQ) C. Springer 10:06 (EQ) M. Lasis 12:38 (EQ) M. Lasis 22:26 (EQ) M. Lasis 26:33 (EQ) N. Elgas 37:59 (EQ) K. Potucek 43:33 (PP2) C. Springer 43:54 (PP) C. Springer 45:46 (EQ) P. Vincens 47:40 (SH) A. York 54:13 (EQ) F. Schonckert | Widzów: 50 Sędzia główny: Liu Ren Sędziowie liniowi: Marius Hermansen Oswold Alkan Kilinç |
| Godzina: 18:00 | 8 min. kar |                 | 4 min. kar | Widzów: 50 Sędzia główny: Liu Ren Sędziowie liniowi: Marius Hermansen Oswold Alkan Kilinç |

| 28 stycznia 2024 | Luksemburg | 2:5 | Bośnia i Hercegowina | Skenderija Sports Arena, Sarajewo |

| Szczegóły      | Szczegóły                                 | Szczegóły       | Szczegóły | Szczegóły                                                                                |
| -------------- | ----------------------------------------- | --------------- | --- | ---------------------------------------------------------------------------------------- |
| Godzina: 18:00 | I. Weyders (EQ) 21:41 N. Elgas (EQ) 51:41 | (0:1, 1:2, 1:2) | 11:07 (EQ) N. Gaković 28:47 (EQ) I. Silajdzić 30:46 (EQ) V. Vučinić 51:24 (EQ) R. Pleho 58:10 (EQ) R. Vulović | Widzów: 1000 Sędzia główny: Liu Ren Sędziowie liniowi: Marius Hermansen Oswold Edmond Ng |
| Godzina: 18:00 | 10 min. kar                               |                 | 12 min. kar                                                                                                   | Widzów: 1000 Sędzia główny: Liu Ren Sędziowie liniowi: Marius Hermansen Oswold Edmond Ng |

| 29 stycznia 2024 | Południowa Afryka | 7:9 | Bośnia i Hercegowina | Skenderija Sports Arena, Sarajewo |

| Szczegóły      | Szczegóły | Szczegóły       | Szczegóły | Szczegóły                                                                        |
| -------------- | --- | --------------- | --- | -------------------------------------------------------------------------------- |
| Godzina: 18:00 | R. Baker (PP) 07:51 M. Sauer (EQ) 20:44 I. Albertyn (EQ) 27:08 H. Booi (EQ) 36:41 N. Levin (EQ) 42:02 Z. Ras (EQ) 49:30 Z. Ras (EQ) 56:10 | (1:3, 3:3, 3:3) | 01:28 (EQ) N. Gaković 02:23 (EQ) B. Sinanbegović 13:35 (EQ) B. Sinanbegović 21:09 (EQ) F. Capin 27:27 (EQ) R. Pleho 35:23 (EQ) A. Smajlović 34:58 (EQ) A. Bajramović 52:03 (EQ) R. Pleho 55:33 (EQ) A. Zubanović | Widzów: 200 Sędzia główny: Murat Aygun Sędziowie liniowi: Alkan Kilinç Edmond Ng |
| Godzina: 18:00 | 4 min. kar |                 | 6 min. kar | Widzów: 200 Sędzia główny: Murat Aygun Sędziowie liniowi: Alkan Kilinç Edmond Ng |

| 30 stycznia 2024 | Luksemburg | 13:1 | Południowa Afryka | Skenderija Sports Arena, Sarajewo |

| Szczegóły      | Szczegóły | Szczegóły       | Szczegóły          | Szczegóły                                                                                  |
| -------------- | --- | --------------- | ------------------ | ------------------------------------------------------------------------------------------ |
| Godzina: 18:00 | R. D'Andrea (EQ) 05:59 M. Lasis (EQ) 08:46 M. Fleischmann (PP) 13:59 M. Lasis (EQ) 15:15 J. Cap (EQ) 19:55 N. Elgas (EQ) 20:33 A. York (EQ) 23:40 R. D'Andrea (EQ) 32:31 M. Lasis (EQ) 47:05 M. Fleischmann (EQ) 51:24 J. Cap (EQ) 51:41 C. Springer (EQ) 53:47 R. Mota (EQ) 56:50 | (5:0, 3:0, 5:1) | 58:05 (EQ) H. Booi | Widzów: 100 Sędzia główny: Liu Ren Sędziowie liniowi: Marius Hermansen Oswold Alkan Kilinç |
| Godzina: 18:00 | 0 min. kar |                 | 2 min. kar         | Widzów: 100 Sędzia główny: Liu Ren Sędziowie liniowi: Marius Hermansen Oswold Alkan Kilinç |

Tabela
| Lp. | Zespół               | M | Pkt | Z | Zd | Pd | P | G+ | G- | +/− |
| --- | -------------------- | - | --- | - | -- | -- | - | -- | -- | --- |
| 1   | Bośnia i Hercegowina | 4 | 11  | 3 | 1  | 0  | 0 | 30 | 17 | +13 |
| 2   | Luksemburg           | 4 | 7   | 2 | 0  | 1  | 1 | 33 | 13 | +20 |
| 3   | Południowa Afryka    | 4 | 0   | 0 | 0  | 0  | 4 | 10 | 43 | -33 |

    = awans do III dywizji grupy A
    = utrzymanie w III dywizji grupie B
Statystyki indywidualne
- Klasyfikacja strzelców:  Charly Springer: 7 goli[9]
- Klasyfikacja asystentów:  Belmin Sinanbegović: 8 asyst[10]
- Klasyfikacja kanadyjska:  Belmin Sinanbegović: 12 punktów[11]
- Klasyfikacja kanadyjska obrońców:  Vasilije Vučinić: 6 punktów[12]
- Klasyfikacja +/−:  Nikko Gaković: +10[13]
- Klasyfikacja skuteczności interwencji bramkarzy:  Karim Ahmetovski: 91,85%[14]
- Klasyfikacja średniej goli straconych na mecz bramkarzy:  Karim Ahmetovski: 3,26 goli[14]
- Klasyfikacja minut kar:  Belmin Sinanbegović: 10 minut[15]

Nagrody indywidualne
Dyrektoriat turnieju wybrał trójkę najlepszych zawodników na każdej pozycji:
- Bramkarz:  Karim Ahmetovski
- Obrońca:  Vasilije Vučinić
- Napastnik:  Kristian Potucek